# الكون (كتاب هومبولت)

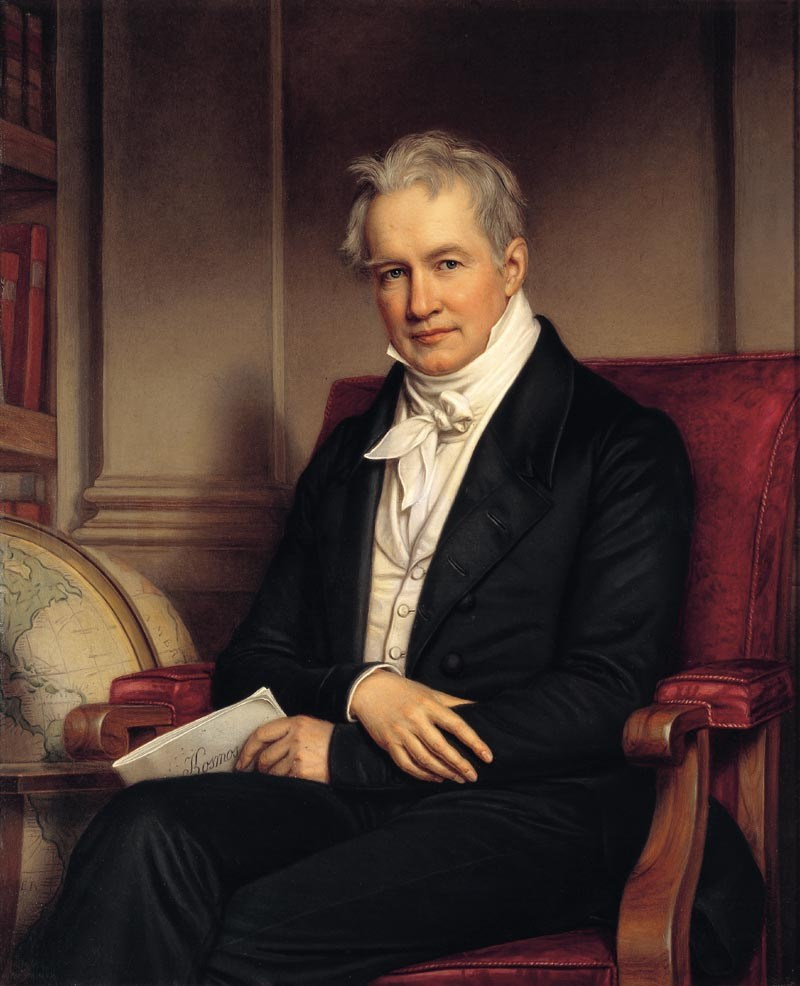
همبولت ومؤلفه الكون (1843)، جوزيف كارل شتيلر.

الكون: رسم تخطيطي للوصف المادي للكون (بالألمانية: Kosmos: Entwurf einer physischen Weltbeschreibung) هو أطروحة مؤثرة في العلوم والطبيعة كتبها العالم والمستكشف الألماني ألكسندر فون هومبولت. بدأت كسلسلة محاضرات ألقاها هومبولت في جامعة برلين، ونشرت في خمسة مجلدات بين عامي 1845 و1862 (كان الخامس بعد وفاته واستكمل بناءً على ملاحظات هومبولت). في المجلد الأول من سلسلة الكون، يرسم هومبولت «صورة عامة للطبيعة»، تصف الطبيعة الفيزيائية للفضاء الخارجي والأرض. في المجلد الثاني يصف تاريخ العلم.
يقرأه الأكاديميون والعلمانيون على نطاق واسع، يطبق كوزموس وجهة النظر اليونانية القديمة حول تنظيم الكون (تناغم الكون) على الأرض، مما يشير إلى أن القوانين العالمية تنطبق أيضًا على الفوضى الظاهرة للعالم الأرضي وهذا التأمل في الطبيعة يمكن أن ينتج عنه وعي بكمالها وتماسكها. اعتنق هومبولت ذاتية الراصد و«بالتالي تتعارض تمامًا مع إيديولوجية العلم المتطورة، الموضوعية التي سعت إلى تنقية العلم عن طريق إزالة الذاتية تمامًا».
تأثر كوزموس برحلات ودراسات هومبولت المختلفة، ولكن بشكل رئيسي من خلال رحلته عبر الأمريكتين. كما كتب، «كان اكتشاف أمريكا هو الذي زرع بذرة الكون.» نظرًا لكل خبرته في هذا المجال، كان هومبولت مؤهلاً بشكل أساسي لمهمة تمثيل الكون في عمل واحد. كان لديه معرفة واسعة بالعديد من مجالات التعلم، وخبرات متنوعة كمسافر، وموارد العالم العلمي والأدبي تحت تصرفه.
حظي كوزموس بشعبية كبيرة عندما تم إصداره، مع بيع المجلد الأول في غضون شهرين، وترجم العمل إلى معظم اللغات الأوروبية. على الرغم من أن العلوم الطبيعية قد تباعدت عن المنظور الرومانسي الذي قدمه هومبولت في الكون، إلا أن العمل لا يزال يعتبر إنجازًا علميًا وأدبيًا كبيرًا، حيث أثر على التقدم العلمي اللاحق وأضاف منظورًا موحدًا لدراسات العلوم والطبيعة والبشرية.